# Theodor Schneider (Priester)

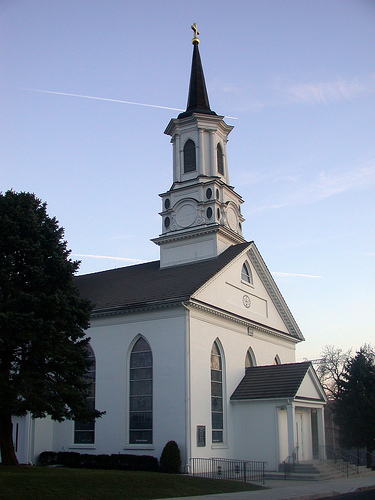
Die von Pater Schneider gebaute Most Blessed Sacrament Church in Bally (Pennsylvania).

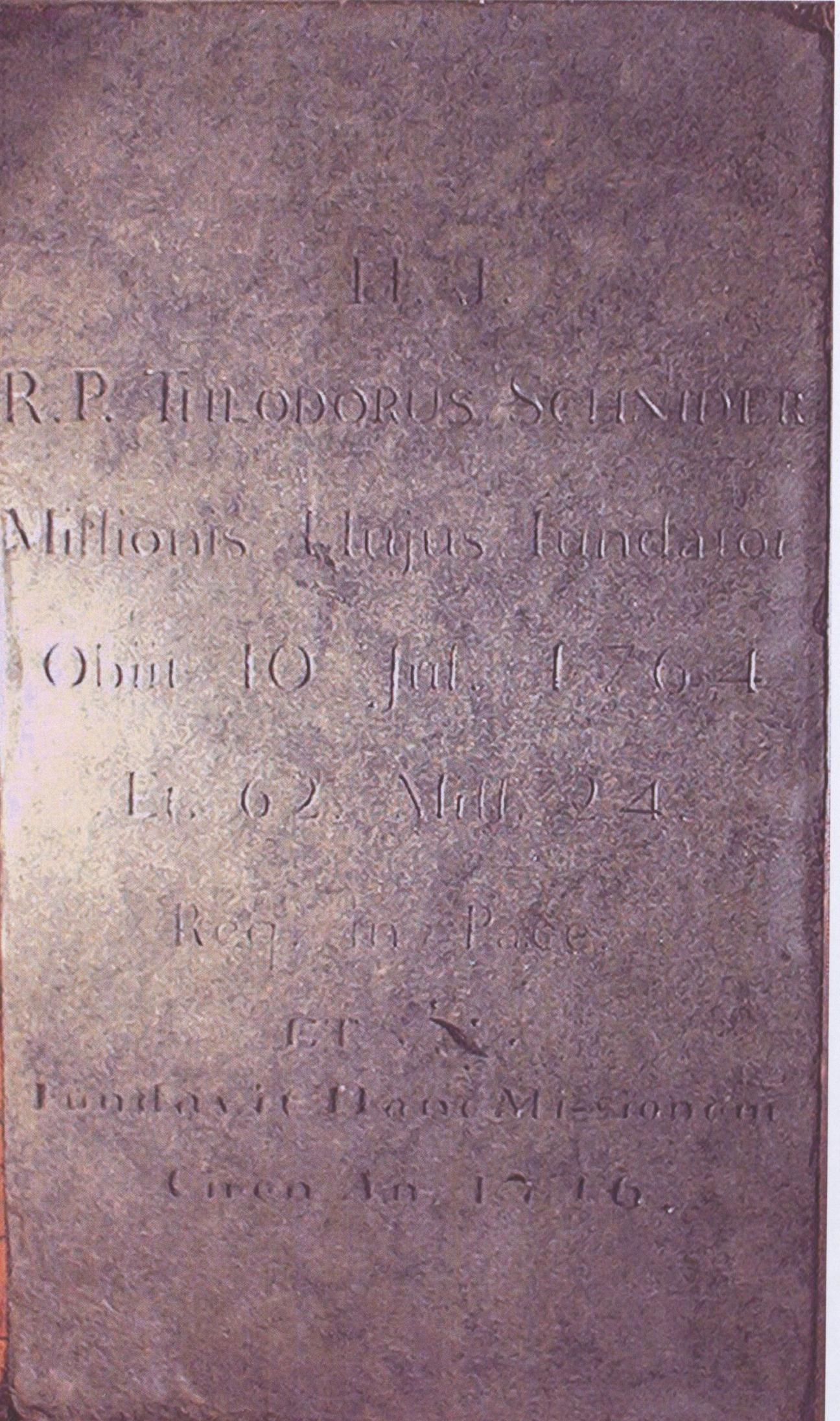
Grabplatte von Pater Theodor Schneider S.J.

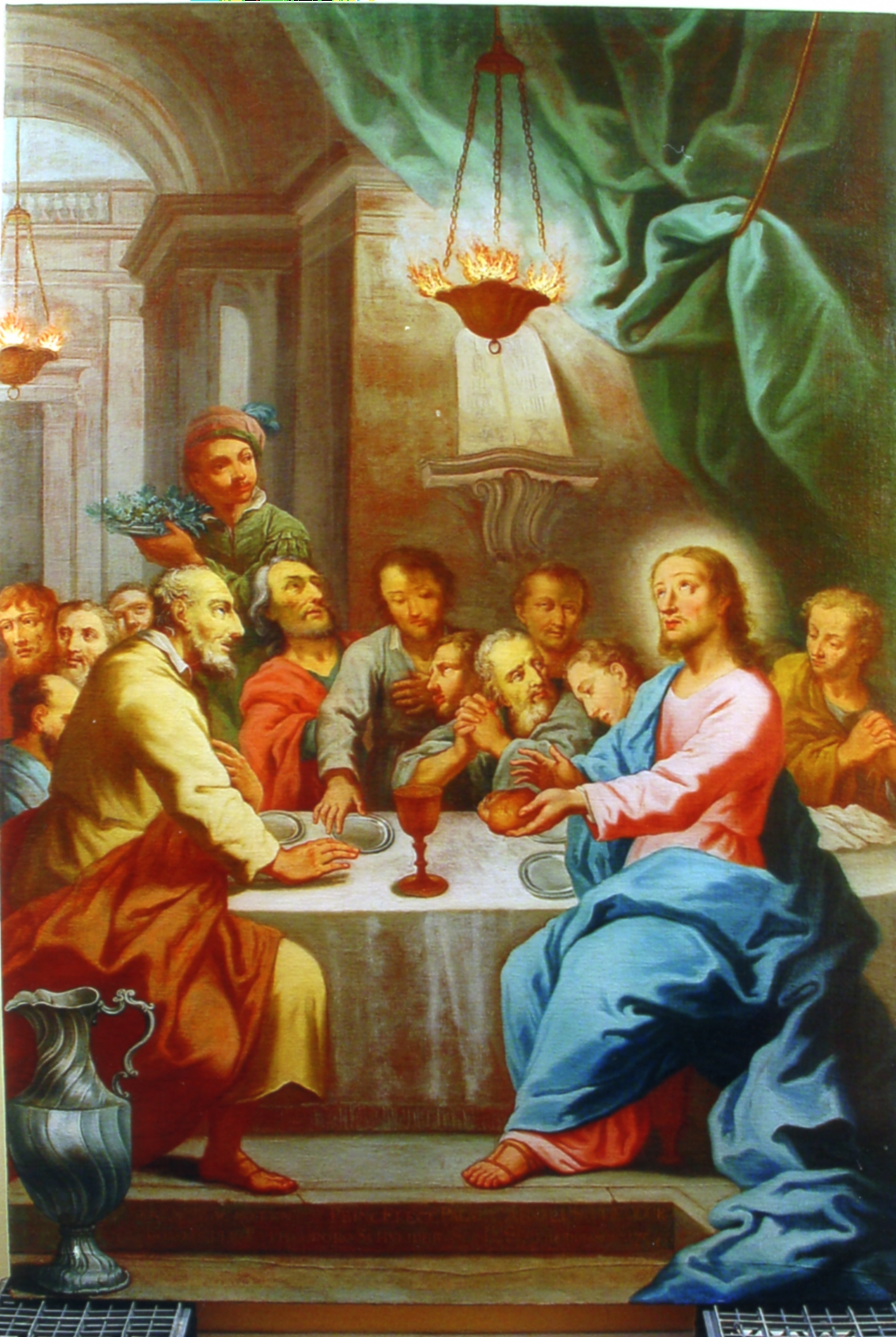
Letztes Abendmahl, Gemälde in der Most Blessed Sacrament Church Bally (Pennsylvania). Auf der obersten Treppenstufe eine persönliche Widmung von Kurfürst Carl Theodor an Pater Theodor Schneider in Pennsylvanien.

Theodor Schneider (Taufname: Theodor Friedrich) (* 9. April 1703, in Geinsheim, Pfalz; † 10. Juli 1764 in Goshenhoppen, heute Bally, Pennsylvania, USA) war ein katholischer Priester aus dem Hochstift Speyer, Jesuit, Missionspionier und erster deutscher katholischer Missionar auf dem Gebiet der heutigen USA.

## Herkunft und Wirken in Deutschland
Theodor Schneider wurde am 9. April 1703 in Geinsheim (heute Neustadt-Geinsheim), als Sohn des fürstbischöflich speyerischen Schultheißen, Einnehmers und Zehntverwalters Georg Schneider und dessen Frau Maria Elisabeth geb. Appel geboren.
Von 1714 bis 1718 besuchte der Junge das Jesuitengymnasium in Speyer. 1721 wurde er Novize der Gesellschaft Jesu (Jesuiten). Schneider wirkte an verschiedenen Gymnasien der oberrheinischen Jesuitenprovinz als Magister. Um 1732/33 empfing er die Priesterweihe. Ab 1734 war er Lehrer für grammatica inf. und grammatica media syntax am Jesuitengymnasium in Mannheim. 1737 legte der junge Pater die vier Jesuitengelübde ab und avancierte zum Professor der Philosophie. 1738 wurde Theodor Schneider Rektor der Universität Heidelberg.

## Missionar in Nordamerika
1741 ging Theodor Schneider schließlich als Missionar nach Nordamerika (Pennsylvania). Er war der erste deutsche katholische Priester auf dem Gebiet der Vereinigten Staaten von Amerika. Hier gründete er die erste deutsche katholische Gemeinde mit Goshenhoppen (heute Bally, Pennsylvania) als Missionsstation. Unter anderem war er dort auch als Lehrer und Arzt tätig.
Leider ist von ihm kein Bild bekannt. Pater Ferdinand Steinmeyer, sein ihm in Freundschaft verbundener Ordensbruder in Pennsylvanien, beschreibt das Aussehen Pater Schneiders folgendermaßen: „Er hatte eine überdurchschnittliche und aufrechte Körpergestalt, ein gesundes, starkes Äußeres, kräftige, feste und vollzählige Glieder, eine hohe Stirn, helle, glatte und gerötete Wangen und einen angenehmen und heiteren Gesichtsausdruck.“
Msgr. John Carroll, ab 1789 der erste katholische Bischof von Nordamerika, urteilt über den Pfälzer Missionar: „Unter großen Mühsalen und Entbehrungen begannen Pater Schneider u. Pater Wappeler ihr segensreiches Werk. Beide waren Männer von ungewöhnlichem Wissen und einem ungemessenen Eifer. Schneider zudem ein Mann von großer Geschäftsgewandtheit, vollendeter Klugheit und ungemessener Großherzigkeit.“
Schneiders Seeleneifer, seine Nächstenliebe, seine Freundlichkeit gegenüber jedermann, sein unerschrockener Mut und seine Geschäftstüchtigkeit werden allgemein als herausragende Wesenszüge überliefert. Die von ihm in Goshenhoppen gegründete Schule St. Aloysius Academy gilt heute als älteste katholische Schule der USA, seine Kirche als drittälteste katholische in USA und als älteste Pennsylvaniens. Pater Schneider sandte Missionsbriefe nach Hause, die hier gedruckt und verbreitet wurden. Sie warben gleichzeitig für die Bedürfnisse der Mission. Kurfürst Carl Theodor war persönlich mit Pater Schneider bekannt und befreundet. Man mutmaßt, dass der Jesuit einst als Lehrer des späteren Kurfürsten fungierte. Als Zeichen seiner Wertschätzung ließ ihm Carl Theodor ein Gemälde vom letzten Abendmahl mit persönlicher Widmung in die USA übersenden, das bis heute in der von Pater Schneider in Goshenhoppen bei Bally (Pennsylvania) gegründeten Kirche hängt.
Pater Theodor Schneider starb am 10. Juli 1763 auf seiner Missionsstation Goshenhoppen und wurde in seiner Kirche beigesetzt. Sein Grab vor dem alten Hochaltar der Missionskirche (jetzt St. Pauls Kapelle innerhalb des erweiterten Gotteshauses) blieb erhalten. Die einfache Grabplatte trägt die Inschrift: „Hic jacet Rev. Theodorus Schneider, S.J., Missionis hujus fundator. Obiit 10. Juli 1764. Aetatis 62, Missionis 24. R. I. P.“ (Übers.: Hier ruht Hochw. Theodor Schneider, Mitglied der Gesellschaft Jesu, Gründer dieser Missionsstation. Er starb am 10. Juli 1764 im 62. Lebensjahr und im 24. Jahr der Mission. Möge er in Frieden ruhen.).
Ca. 100 Jahre später kam auf Pater Schneiders Missionsstation der junge Pfälzer Lehrer Karl Heinrich Heichemer aus Grünstadt (1836–1893) mit dem Jesuitenorden in Kontakt. Der Emigrant fungierte zunächst als Lehrer an der St. Aloysius Academy, trat 1867 als Novize in den Jesuitenorden ein und erhielt 1875 die Priesterweihe.
Im Jahr 2003 veröffentlichte der Pfälzer Heimatgeschichtler Norbert Kästel eine Biographie über Pater Theodor Schneider anlässlich seines 300. Geburtstages.